# Spomenik
Spomenik je predmet ili građevina koji služi poticanju sjećanja na osobu (koja je umrla) ili na događaj. On podsjeća na prošlost, i kao takav je zaštićeno kulturno dobro.
Među najčešće oblike spomenika spadaju umjetnički predmeti kao što je skulptura, kip stup ili vodoskok. Postoje i spomen-parkovi. 
Spomenici u obliku kipova koji simboliziraju ljude su obično izgrađeni tako da prikazuju cijelo tijelo, bilo da se radi o stvarnoj osobi ili simbolu (primjerice spomenik neznanom junaku), ali rade se i poprsja (biste), a nisu rijetkost ni reljefi.
Najrasprostranjenija vrsta spomenika je nadgrobna ploča za preminulu osobu, koja se nalazi na groblju ili izvan njega (npr. u crkvi i drugdje). Često se mogu nači i zajednički spomenici ratnicima ili ratnim žrtvama.
Spomenici su i mauzoleji, trijumfalna vrata (slavoluci), vjerski objekti te druge slične građevine.